# Раф-кофе
Раф-кофе (сокр. «Раф») — кофейный напиток, готовится путём добавления нагретых паром сливок с небольшим количеством пены (0,5 см) в одиночную порцию эспрессо. Часто подаётся с сиропом.
Раф популярен в России и странах бывшего СССР. Принципиально похож на латте, но отличается добавлением ванильного сахара и сливок вместо молока. Появился в конце 1990-х годов.

## Способ приготовления
Вначале в посуду для кофе наливается какой-либо сироп, затем 35 мл эспрессо. Затем добавляются подогретые сливки с добавлением ванильного сахара, все ингредиенты нагреваются до 65 °C в питчере. Нередко готовый раф посыпают молотой корицей. Существуют разнообразные вариации напитка с добавлением специфических ингредиентов: кленового сиропа, мёда вместо сахара, бузинного сиропа, лаванды и так далее.

## История
По легенде, раф-кофе появился в результате экспериментов в московской кофейне «Coffee Bean» в 1996—1997 году. Постоянный посетитель кафе Рафаэль отказывался от обычных кофейных напитков, и попросил бариста придумать что-то новое для него. В результате эксперимента троих бариста — Глеба Невейкина, Артёма Берестова и Галины Самохиной — появился кофейный напиток «для Рафа». Он был более мягким и сладким, чем обычные кофейные напитки с молоком. Позже посетители, которым полюбилась новинка, стали просить «кофе как Рафу», и постепенно название сократилось до «Раф-кофе» или просто «Раф». Спустя время, с переходом бариста в другие кофейни, этот напиток стал подаваться и там, завоёвывая популярность в кофейнях по всей России. Считается весьма популярным кофейным напитком в Москве и России. К 2018 году раф-кофе распространился и за пределы России — кофейни готовят его на территории Украины также как и в Казахстане, Беларуси. За пределами СНГ раф-кофе практически неизвестен (поскольку англ. rough coffee [rʌf ˈkɔːfi] в зарубежных кофейнях называют обыкновенный кофе грубого помола, ценимый некоторыми кофеманами за специфический горький вкус), хотя по некоторым данным, этот напиток также делают в некоторых чешских кофейнях, в Израиле и даже в Индонезии.
Некоторые российские кофейные эксперты критикуют раф-кофе за то, что вкус сливок и ванильного сахара практически заглушает аромат эспрессо. Егор Невейкин считает, что популярность этого вида кофе естественна, поскольку он «понятен» для потребителя — сладок и не резок. Однако критики сходятся во мнении, что данный кофейный напиток является одной из немногих кофейных инноваций родом из России. Кроме того, сам факт популярности довольно сладкого напитка указывается ими как характерная черта российской кофейной культуры.